# Фур (мова)
Фур  (самоназва bèle fòòr або fòòraŋ bèle, араб. فوراوي, вимова Fûrâwî), іноді лінгвісти називають її конджара за назвою колишнього правлячого клану — мова народності фор. Належить до ніло-сахарської макросімʼї. Поширена в Судані (штати Західний Дарфур, Південний Дарфур і Північний Дарфур) та Чаді (регіон Сіла). В Судані існує література.

## Писемність
Мова фур користується латинською абеткою. Також іде розробка арабського письма.

### Латинське письмо[2]
| A a | A̱ a̱ | B b | D d | E e | G g | H h | I i | Ɨ ɨ | J j | K k | L l | M m | N n |
| --- | --- | --- | --- | --- | --- | --- | --- | --- | --- | --- | --- | --- | --- |
| /a/ | /ə/ | /b/ | /d/ | /ɛ/ | /g/ | /h/ | /ɪ/ | /i/ | /ɟ/ | /k/ | /l/ | /m/ | /n/ |

| Ny ny | Ŋ ŋ | O o | P p | R r | S s | T t | U u | Ʉ ʉ | W w | Y y | Z z |
| ----- | --- | --- | --- | --- | --- | --- | --- | --- | --- | --- | --- |
| /ɲ/   | /ŋ/ | /ɔ/ | /p/ | /r/ | /s/ | /t/ | /ʊ/ | /u/ | /w/ | /j/ | /z/ |

- Тони передаються шляхом простановки над буквами для голосних діакритичних знаків: акут (ˊ) — високий тон; циркумфлекс (ˆ) — спадаючий; гачек (ˇ) — зростаючий. Низький тон позначається написанням букв для голосних без перерахованих діакритичних знаків.
- Довгі голосні позначаються подвоєнням букв для голосних.

### Арабське письмо
В часи султанату Дарфур всі офіційні записи велися арабською мовою. Але іноді траплялись заголовки та географічні назви, записані мовою фур арабським письмом. Також у роботі Єрнудда (Jernudd) є відомості про те, що в деяких випадках мова фур могла записуватись арабським письмом для приховування написаного від арабомовних.
Розробкою арабського письма для мови фур займається Ісламська організація з питань освіти, науки і культури (إيسيسکٯ‎/ISESCO).